# Herman Chernoff

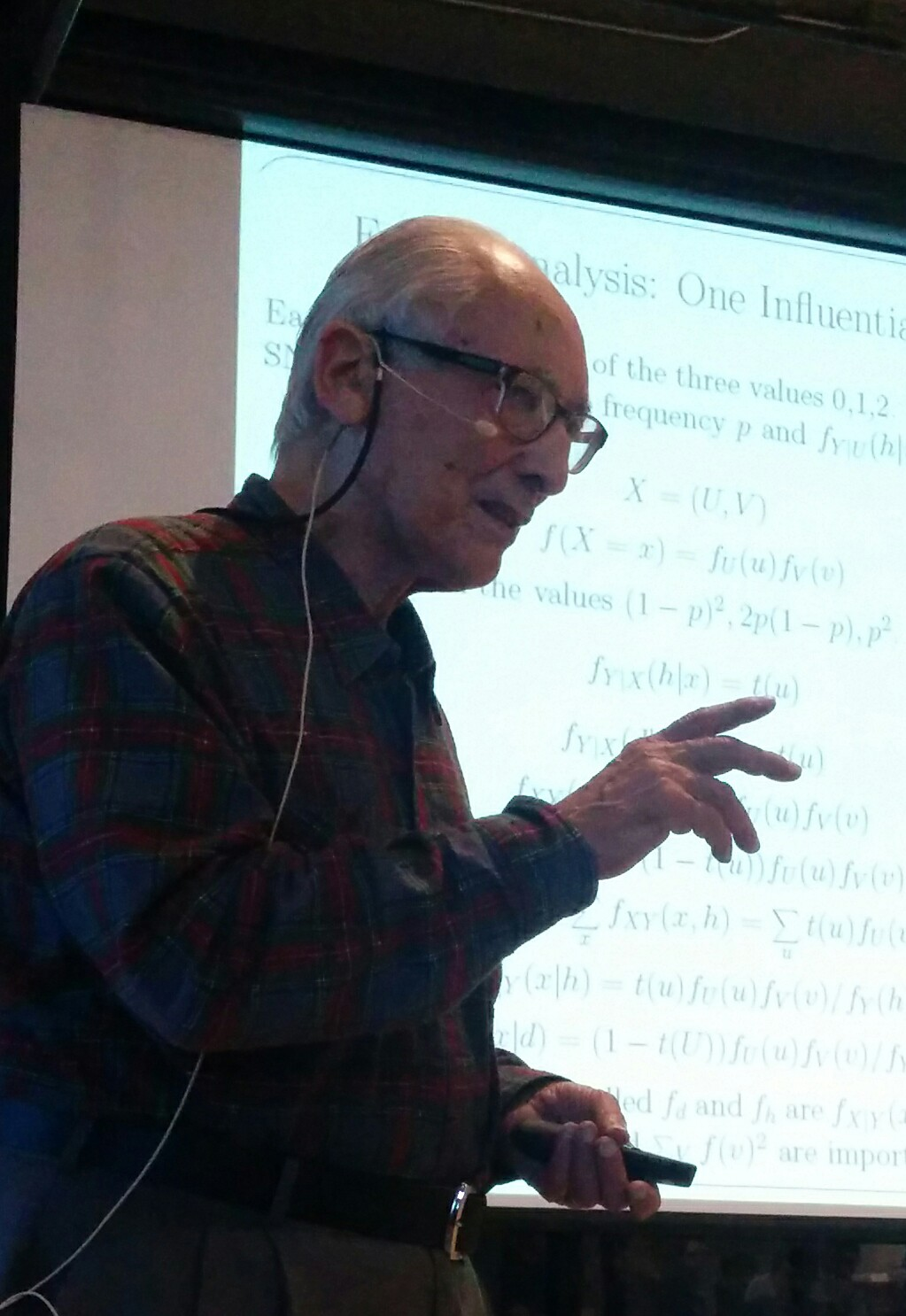
Herman Chernoff (2015)

Herman Chernoff (* 1. Juli 1923 in New York) ist ein US-amerikanischer Mathematiker. Zu seinem Hauptarbeitsgebiet Statistik hat er mehrere fundamentale Beiträge geleistet. Nach ihm sind die Chernoff-Ungleichung sowie die Chernoff-Information benannt.

## Leben
Chernoff erwarb 1943 den Bachelor of Science in Mathematik, Nebenfach Physik, am City College of New York. Anschließend war er als Physiker bei der U.S. Navy beschäftigt. 1946 begann er seine Ph.D. Thesis (Doktorarbeit) im Bereich der angewandten Mathematik an der Brown University und beendete sie an der Columbia University. Von 1948 an studierte er an der University of Chicago und von 1951 an studierte er an der Stanford University. 1974 wechselte er zum MIT, wo er ein Statistikzentrum gründete, und 1985 an das Department of Statistics der Harvard University. Herman Chernoff heiratete 1947 und hat zwei Töchter.
Er war Präsident des Institute of Mathematical Statistics und ist gewähltes Mitglied der American Academy of Arts and Sciences (1974) und der National Academy of Sciences. Er ist Fellow der American Mathematical Society und Ehrendoktor mehrerer Universitäten. Anlässlich seines 60. Geburtstags wurde ihm zu Ehren das Werk Recent Advances in Statistics publiziert.

## Chernoff-Gesichter
Außerdem ist er der Erfinder der Chernoff-Gesichter, mit denen verschiedene Daten zu Gesichtern zusammengefasst werden. Die in Gesichtsform dargestellten Daten können, z. B. im Gegensatz zu Zahlentabellen, wesentlich schneller von Menschen erfasst und verarbeitet werden. Die Ursache liegt in der beim Menschen meist gut ausgeprägten Fähigkeit, winzige Details und Unterschiede in den Gesichtszügen (Mimik) zu erkennen.

## Schriften
- Mit Lincoln E. Moses: Elementary decision theory. Wiley, New York 1967.
- Sequential analysis and optimal design. Soc. for Industrial and Applied Math., Philadelphia 1972.